# Історія понять
Історія понять — історична дисципліна, що досліджує характерні для тієї чи іншої доби (починаючи з античності) сенси загальних політичних і соціальних понять (напр., таких, як «громадянин», «держава», «стан», «клас», «міщанин», «секуляризація», «революція» тощо). Це дає змогу зрозуміти істинний зміст історичних джерел, в яких ці поняття текстуально зафіксовані, а також реконструювати ті чи інші глобальні історичні зміни. За Р.Козеллеком, предметом І.п. є «конвергенція поняття та історії».
Хоча кожне поняття нерозривно пов'язане зі словом, однак це не тотожні сутності. І.п., активно використовуючи методи мовознавства, не зводиться до історії мови. Соціальні та політичні поняття є такими сутностями, які концентрують у собі увесь політичний і соціальний досвід людства, вони не можуть бути цілком висловлені мовними засобами, тим більше у формі тлумачення слів, якими їх означають. І.п., використовуючи певні методологічні підходи, намагається якомога повніше розархівувати минулий людський досвід. Загалом, соціальні й політичні поняття, з якими має справу І.п., поділяються на 3 групи:

1) поняття, що сформувалися в античні часи й є прийнятними для сучасників;

2) поняття, що з моменту їх виникнення і до сьогодні докорінно змінили свій зміст;

3) поняття, що ще виявляються в ході мовної фіксації новизни певних соціальних та політичних явищ і відносин. Оскільки І.п. має справу з декодуванням термінології в писемних джерелах, то вона має багато спільного з методом критики джерел та герменевтикою історичною. І.п. досліджує розвиток і зміни змістовного наповнення соціальних і політичних понять як у певні проміжки часу, так і впродовж усього історичного поступу політичного життя різних суспільств.

## Формування нової дисципліни
Як самостійна історична дисципліна І.п. сформувалася в 1960–70-х рр. Поштовхом до її розвитку стала критика некоректного "перенесення" сучасних політичних понять у минуле. Теоретичні засади І.п. заклали праці лідерів т. зв. Кембриджської школи Г.-А.Покока та К.-А.Скіннера. Досліджуючи аргументаційні критерії, ситуативні цілі й інтелектуальні ресурси політичних теорій раннього Нового часу в Європі та Півн. Америці, Г.-А.Покок і К.-А.Скіннер інтерпретували їх у контексті історичної "передачі" й перетворення традиційних аргументів та понять. На їхню думку, саме політичні ідеї та поняття були й є головними факторами, що спрямовують розвиток політичного суспільства. Наступний крок був зроблений німецькими вченими – О.Бруннером, В.Конце і Р.Козеллеком, які 1972 започаткували багатотомне видання "Фундаментальні історичні поняття". Виходячи з думки про вирішальну роль ключових політичних понять в історичному поступі, ці представники німецької історіографії намагалися за допомогою аналізу змін у значеннях таких понять відстежити соціально-політичний переворот у німецькомовному просторі у період з 1750 по 1850. При цьому вивчався понятійний контекст політичної мови історичних діячів, в якій так чи інакше були відображені процеси реальних політичних змін. Це дало змогу по-новому розкрити історико-антропологічний вимір соціально-історичного процесу. Виявилося, що зміни в семантичній структурі політичних понять залежать від домінуючих у суспільстві форм переживань часу історичного. До середини 18 ст. соціально-політичні поняття були зорієнтовані лише на сферу минулого досвіду, а основою політичної прогностики була ідея повторюваності й передбачуваності подій, що цілком задовольняло тодішнє європейське суспільство, яке все ще продовжувало жити в ритмах, відповідних до повільного плину часу. Ідея прогресу епохи Просвітництва (див. Просвітництва доба) відкрила нові горизонти майбутнього, що виходили за межі "досвіду", отриманого в спадок. Своєю спрямованістю в майбутнє ця ідея стимулювала появу проектів того, що колись має статися. Відбулося певне прискорення переживання історичного часу, і це стало вже очевидним у ході Французької революції кінця 18 століття та політичних подій початку 19 ст. З цього моменту соціально-політичні поняття спрямовуються у сферу майбутнього, що зумовило в колективній свідомості європейців розрив з минулим. Такий розрив ознаменував для європейського суспільства настання Нового часу, з його новою динамікою – прогресивним рухом і поступом до демократії та новою напругою між "простором досвіду" та "горизонтом очікувань".
І.п. орієнтує процес історичного пізнання на:

1) дослідження суспільних явищ, подій і відносин, які набули мовного оформлення й зафіксовані в писемних джерелах;

2) реконструкцію минулого людського досвіду, який безпосередньо не втілився в мові, але так чи інакше визначав особливості мовлення тієї чи іншої історичної доби взагалі.
Виявивши зміни у змістовному наповненні соціально-політичних понять, історик намагається потім встановити зв'язок цих змін із тими чи ін. соціальними явищами та соціальними групами. При цьому особливо важливе значення надається локалізації виявлених змін у часі й ситуативному контексті (діахронічний зріз). Лише така локалізація дає змогу коректно використовувати виявлені на рівні змісту понять трансформації для інтерпретації соціальних змін.